# Jerónimo Remorino
Jerónimo Remorino (Buenos Aires, 1902 - íd., 20 de novembre de 1968), advocat, polític i diplomàtic argentí, ministre de Relacions Exteriors de Juan Domingo Perón entre 1951 i 1955.

## Biografia
Va recolzar l'arribada al govern de Juan Domingo Perón i durant el seu govern fou membre del directori de la Flota Mercant Argentina, director del Banc Central de la República Argentina, ambaixador als Estats Units el 1948, a l'Organització dels Estats Americans el 1949, i a l'Organització de les Nacions Unides a l'any següent.
Nomenat ministre de Relacions Exteriors per Perón el 1951, va ocupar el càrrec fins al 1955. Durant el seu mandat va signar tractats de comerç amb diversos països d'Amèrica Llatina, com per exemple Xile, Bolívia i Paraguai. Va aconseguir que l'Organització dels Estats Americans discutís la sobirania argentina sobre les Illes Malvines. No va tenir participació, en canvi, en la missió del vicepresident Alberto Teisaire a Londres, on aquest va oferir al govern britànic la compra de les Malvines. Va ser un dels impulsors del tractat ABC, al juliol de 1953, i va impulsar el tractat d'Unió Econòmica Xilè-Argentina. Aquest procurava ampliar l'intercanvi comercial mitjançant l'augment dels saldos exportables i l'eliminació gradual dels drets de duana.
Durant la crisi entre Perón i l'Església Catòlica, va voler mediar entre ambdues parts, a causa del seu fervent catolicisme. Va ser qui va portar al gabinet al ministre Antonio Cafiero, de llarga carrera política posterior.
Posteriorment es va refugiar a Espanya juntament amb Perón, i va exercir com a vincle amb agrupacions peronistes de l'Argentina, on viatjava freqüentment. Va ser el responsable de l'"operació tornada" de Perón a l'Argentina, que va fracassar. Més tard va ser enviat per Perón a negociar amb el recentment electe president Arturo Illia, i fou el representant permanent de Perón a l'Argentina fins a la seva defunció, a finalitats de 1968.

## Obres
- La Carta de las Naciones Unidas y la Constitución Argentina, 1946.
- Sindicatos y política, 1946.
- Anales de legislación argentina, 1950.
- La nueva legislación social Argentina, 1953.
- Política internacional argentina, 1968.